# Geum canadense
Geum canadense là loài thực vật có hoa trong họ Hoa hồng. Loài này được Jacq. mô tả khoa học đầu tiên năm 1773.

## Hình ảnh

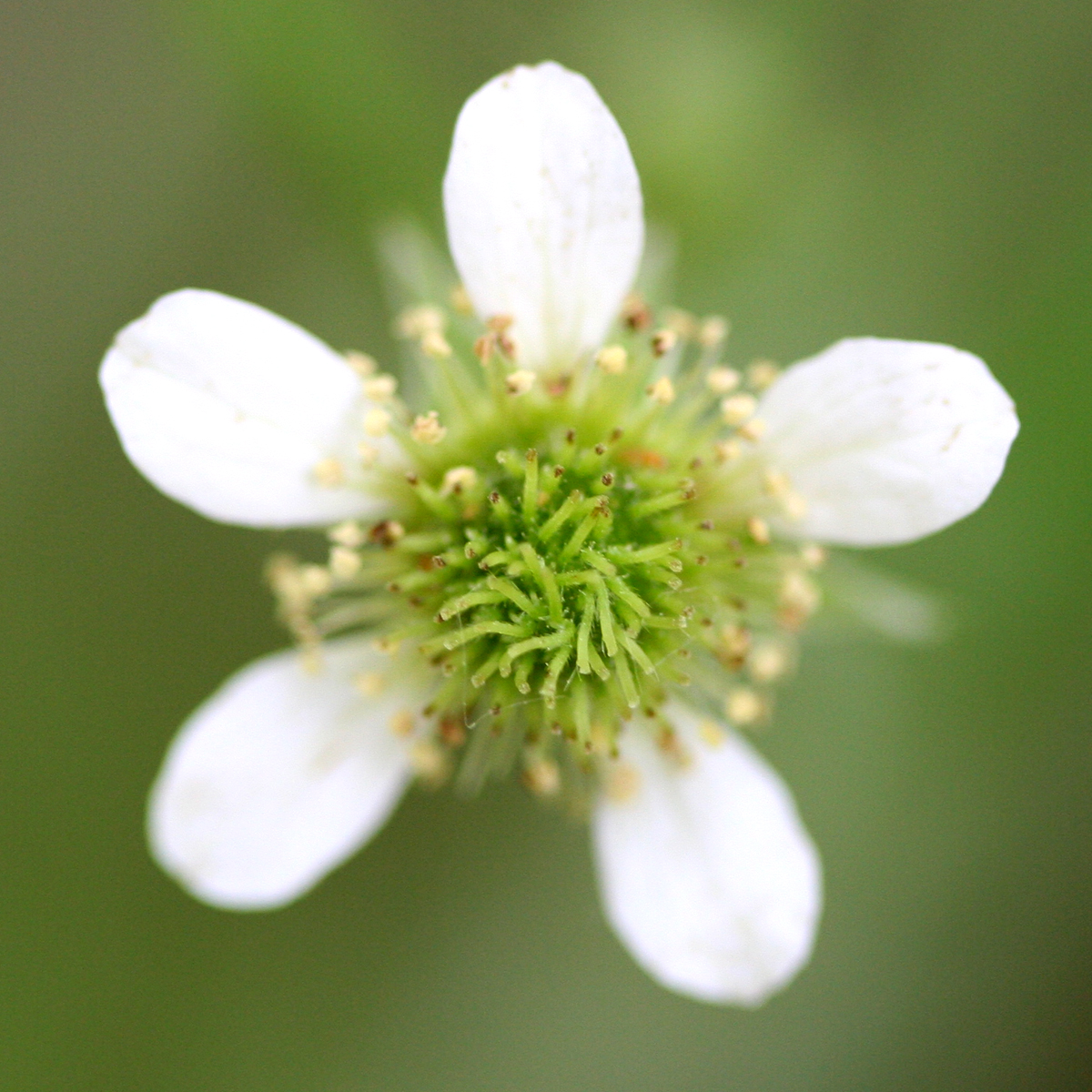
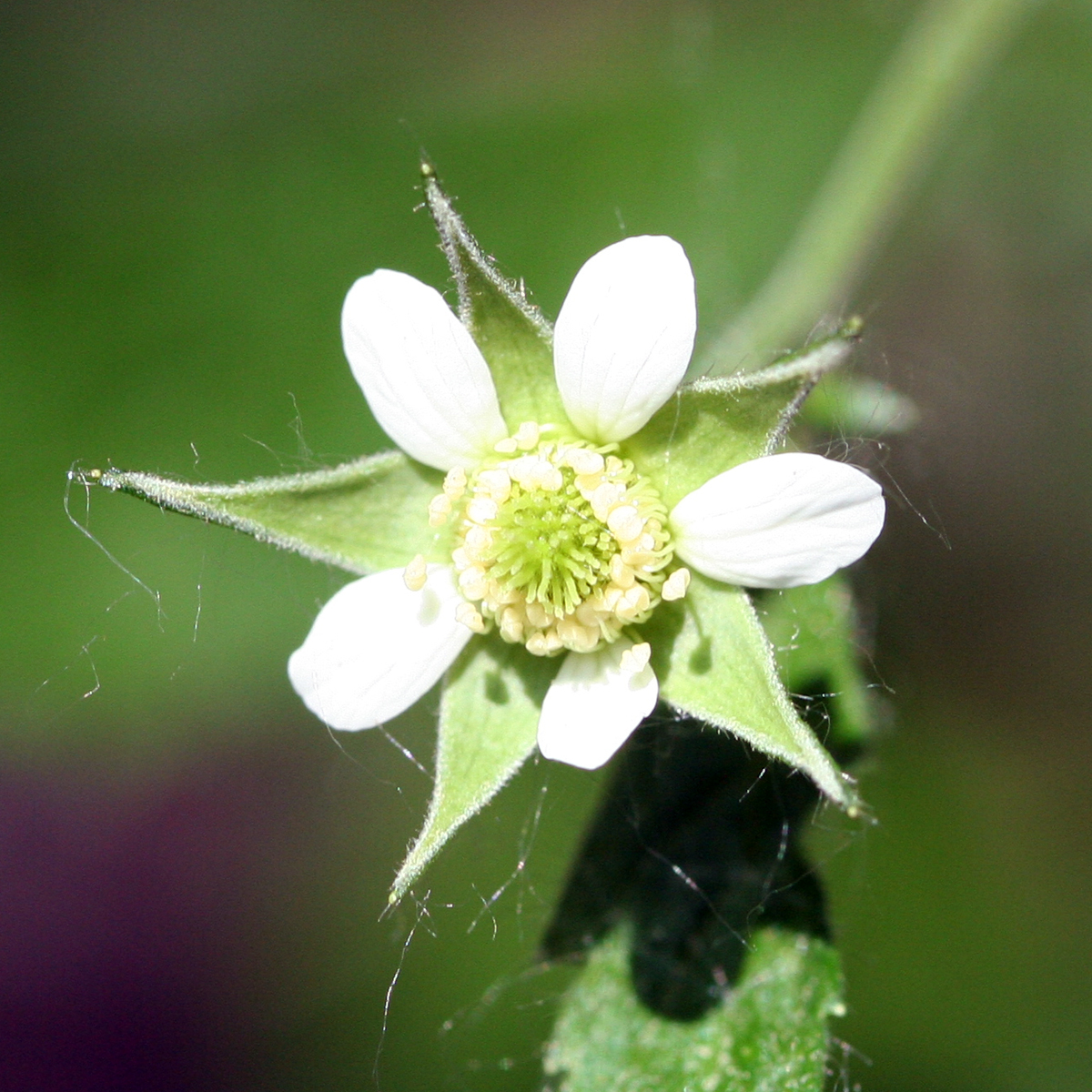
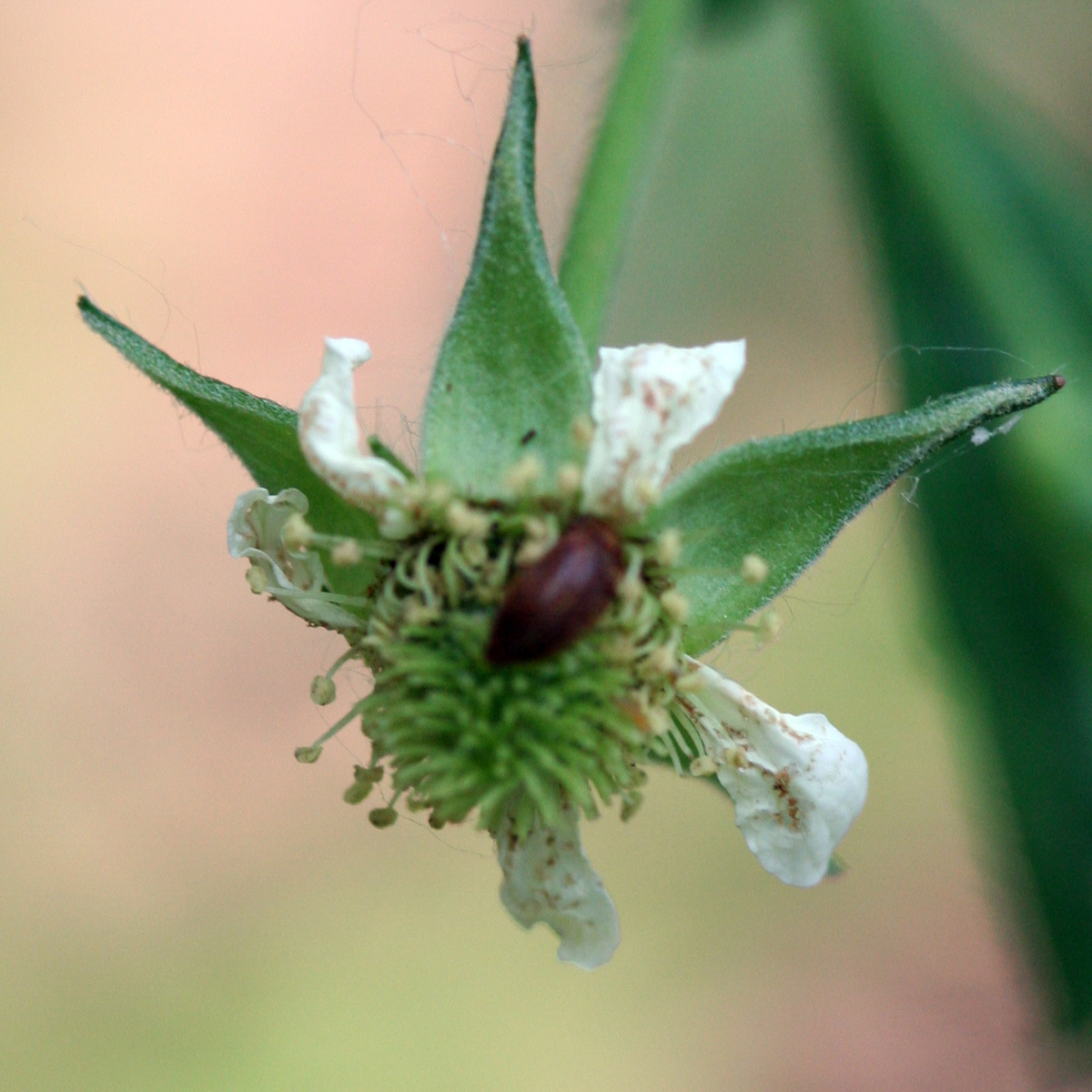
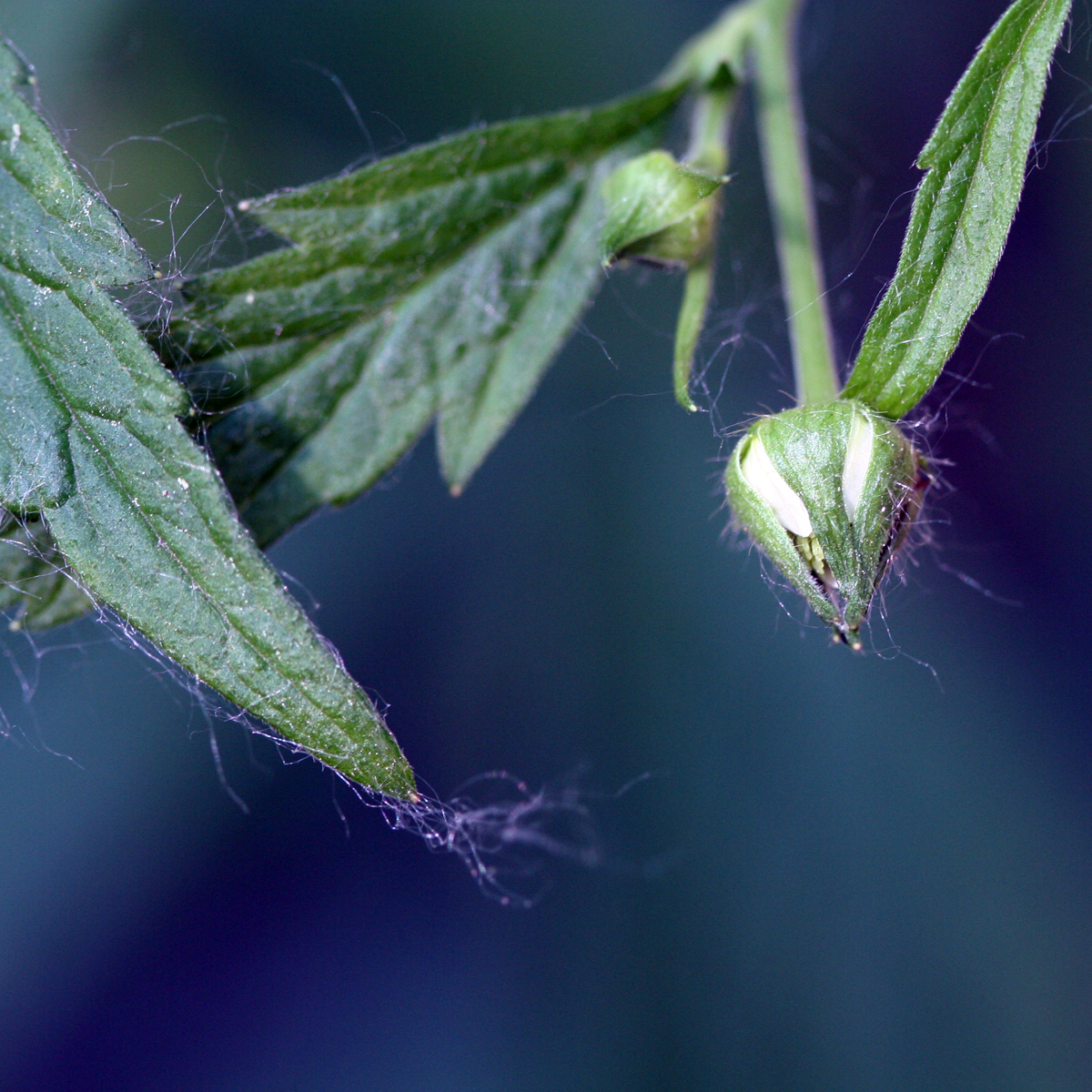